# Чокой Георгій Степанович
Георгій Степанович Чокой (2 квітня 1933, село Сейць, тепер Каушенського району, Молдова — ?) — молдавський радянський діяч, міністр м'ясної та молочної промисловості Молдавської РСР, 1-й секретар Фалештського райкому КП Молдавії. Член ЦК КП Молдавії в 1971—1986 роках. Депутат Верховної Ради Молдавської РСР 8—9-го та 11-го скликань. Депутат Верховної Ради СРСР 10-го скликання. Герой Соціалістичної Праці (16.03.1981).

## Біографія
Народився в селянській родині. У 1953 році закінчив ветеринарний технікум.
У 1953 році працював ветеринарним фельдшером районної ветеринарної клініки Бульбоцького району Молдавської РСР.
З 1953 до 1955 року служив у Радянській армії.
У 1955—1956 роках — голова Романівського районного комітету ДТСААФ Молдавської РСР.
У 1956—1959 роках — секретар Романівського районного комітету ЛКСМ Молдавії.
У 1959—1960 роках — ветеринарний фельдшер колгоспу імені ХХІ партз'їзду Чимішлійського району Молдавської РСР.
Член КПРС з 1959 (за іншими даними — з 1960) до 1991 року.
У 1960—1962 роках — інструктор Чимішлійського районного комітету КП Молдавії.
У 1962—1964 роках — інструктор-організатор Котовського виробничого колгоспно-радгоспного управління Молдавської РСР; інструктор-організатор Чимішлійського виробничого колгоспно-радгоспного управління Молдавської РСР.
У 1964 році закінчив заочно Кишинівський державний сільськогосподарський інститут імені Фрунзе.
У 1964—1965 роках — директор племінного радгоспу «Михайлівський» Чимішлійського району.
У 1965—1966 роках — секретар Чимішлійського районного комітету КП Молдавії.
У 1966—1967 роках — інспектор відділу організаційно-партійної роботи ЦК КП Молдавії.
У 1967—1970 роках — голова виконавчого комітету Дондюшанської районної ради депутатів трудящих Молдавської РСР.
У 1970—1984 роках — 1-й секретар Фалештського районного комітету КП Молдавії.
Указом Президії Верховної Ради СРСР від 16 березня 1981 року Георгію Чокою присвоєно звання Героя Соціалістичної Праці з врученням ордена Леніна та золотої медалі «Серп і Молот».
3 липня 1984 — 24 травня 1990 року — міністр м'ясної та молочної промисловості Молдавської РСР.
Указом Президії Верховної Ради СРСР від 21 травня 1987 року Указ від 16 березня 1981 року щодо присвоєння звання Героя Соціалістичної Праці Чокою Георгію Степановичу скасовано у зв'язку з незаслуженим поданням до нагороди.
Указом Президента Республіки Молдова № 283 від 25 вересня 1996 року Чокоя Георгія Степановича було відновлено у правах на державні нагороди СРСР: звання Героя Соціалістичної Праці, орден Леніна та золоту медаль «Серп і Молот». 
Потім — на пенсії в місті Кишиневі. Був головою секції Героя Соціалістичної Праці Ради ветеранів Республіки Молдова.

## Нагороди
- Герой Соціалістичної Праці (16.03.1981—21.05.1987 та з 25.09.1996)
- два ордени Леніна (8.12.1973, 16.03.1981)
- два ордени Трудового Червоного Прапора (8.04.1971, 25.12.1976)
- орден «Знак Пошани» (22.03.1966)
- медалі